# 안근영
안근영(安根榮, 1991년 9월 16일 ~ )는 대한민국의 은퇴한 여자 아이스하키 선수이다. 중학교 졸업을 앞둔 2007년에 창춘에서 열린 동계 아시안 게임을 통해 국가대표로 데뷔하였으며, 이후 대한민국 여자 국가대표팀의 일원으로 활약했으며, 2013년에 여자 선수로는 최초로 광운대학교 남자팀에 합류했다.

## 생애와 경력
서울특별시 출신으로 동생인 안성근도 아이스하키 선수이다. 중학교 3학년 졸업을 앞두고 중국의 창춘시에서 열린 2007년 동계 아시안 게임을 통해 대한민국 국가대표로 데뷔했으며, 대한민국은 중국에게 0-20, 일본에게 0-29, 카자흐스탄에게 0-14, 조선민주주의인민공화국에게 0-5으로 대패하며 단 하나의 득점도 올리지 못하고 전패를 기록하여 최하위인 5위를 기록하였다. 이후 2011년에 카자흐스탄의 아스타나와 알마티에서 열린 2011년 동계 아시안 게임에 다시 국가대표로 발탁되었으며, 대한민국은 일본에게 0-10, 카자흐스탄에게 0-11, 중화국에게 0-10, 조선민주주의인민공화국에게 1-6으로 패하여 5위를 기록하였다.
이후 2012년 2월에 중국 치치하얼 시에서 열린 여자 아시아 챌린지컵에 대한민국 국가대표로 참가하여 4경기에 출전하였다. 대한민국은 개최국 중국과의 동메달 결정전에서 패하여 4위를 기록했다. 같은 해 3월에 대한민국 서울특별시에서 열린 2012년 세계 여자 아이스하키 선수권 대회 디비전2 B그룹에 참가하여 아이슬란드전에서 조수지의 골을 어시스트하였다. 안근영은 이 대회에 5경기에 출전하여 어시스트 1개를 기록했으며, 대한민국은 폴란드와 스페인의 뒤를 이어 B그룹 3위를 기록하였다. 이후 2012년 9월에 2014 소치 올림픽 참가 예선에 참가하였으며, 네덜란드와의 경기에서 1골을 넣었으나, 대한민국은 네덜란드, 폴란드, 슬로베니아에게 모두 패하여 탈락했다. 2013년은 광운대학교에 체육특기생으로 입학하여 광운대학교 남자 선수들과 훈련을 하기 시작하였다. 2013년 4월에는 스페인의 푸이그세르다에서 열린 2013년 세계 여자 아이스하키 선수권 대회 디비전2 B그룹에 참가하여 첫 경기인 크로아티아와의 경기에서 조수지의 어시스트로 동점골을 넣으며, 팀의 4-1 대승에 기여했다. 이후 아이슬란드와의 경기에서는 조수지의 동점골을 어시스트하여 팀의 4-1 대승에 기여했으며, 벨기에와의 경기에서는 방선우와 함께 조수지의 골을 어시스트하여 2-0 승리를 이끌었다. 이후 남아프리카 공화국과의 경기에서도 조수지의 골을 어시스트하여 팀의 7-1 승리에 기여하여 B그룹 우승에 공헌하여 대한민국팀은 디비전 2 A그룹으로 승격했다.
2013년 12월에는 하얼빈에서 열린 여자 아시아 챌린지컵에 참가하여 4경기에 출전하여 단독 1골을 넣으며 팀의 동메달 획득에 기여하였다. 이후 2014년 4월에 이탈리아 아시아고에서 열린 세계 여자 아이스하키 선수권 대회 디비전2 A그룹에 참가하여 폴란드전에서 1골을 넣고, 오스트레일리아와의 경기에서 이연정이 어시스트로 골을 넣었다. 대한민국은 이탈리아와 영국에게 패하여 A그룹 4위를 기록하며 디비전2 A그룹 잔류에 성공했다.

## 출신 학교
- 광운대학교

## 수상
- 2013년 세계여자아이스하키 선수권대회 2부리그 1위
- 2012년 세계여자아이스하키 선수권대회 2부리그 3위
- 2011년 세계여자아이스하키 선수권대회 2부리그 2위